# Tetratoma canadensis
Tetratoma canadensis is een keversoort uit de familie winterkevers (Tetratomidae). De wetenschappelijke naam van de soort werd in 2004 gepubliceerd door Nikolay Borisovich Nikitskiy & Chantal.